# Tillandsia xiphioides
Tillandsia xiphioides är en gräsväxtart som beskrevs av Ker Gawl. Tillandsia xiphioides ingår i släktet Tillandsia och familjen Bromeliaceae.

## Underarter
Arten delas in i följande underarter:
- T. x. prolata
- T. x. xiphioides
- T. x. minor
- T. x. tafiensis

## Bildgalleri

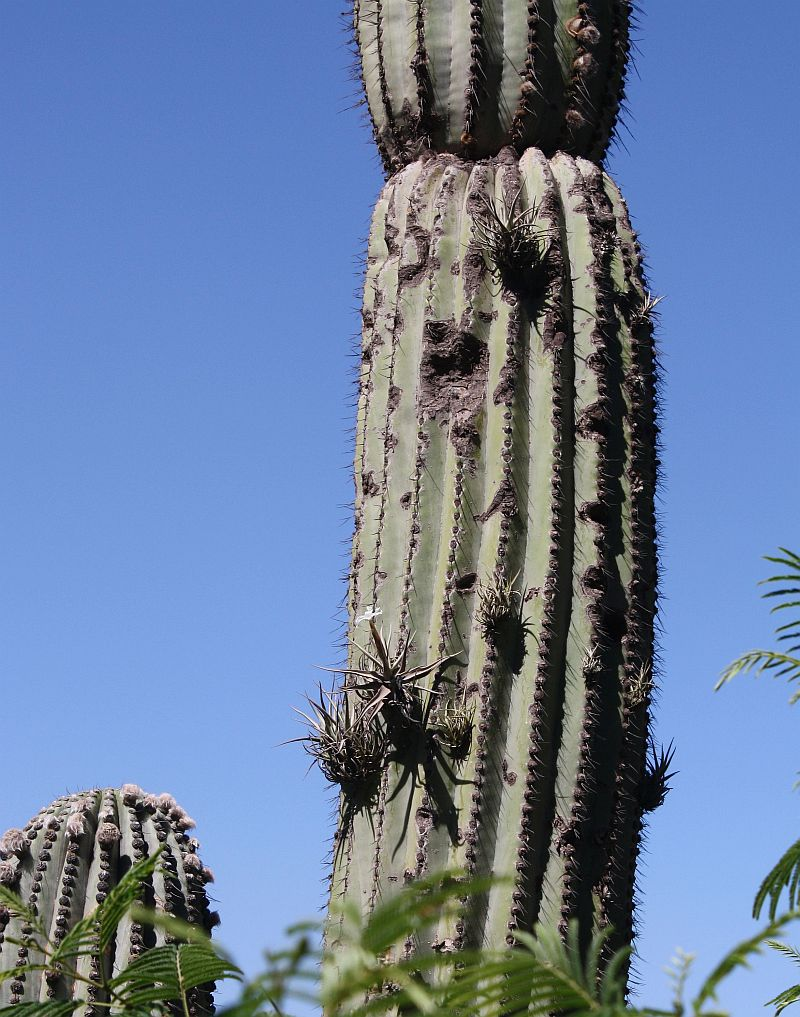